# Puchar UDEAC
Puchar UDEAC (fr. Coupe UDEAC) – rozgrywki piłkarskie w Afryce Środkowej organizowane przez UDEAC dla reprezentacji członków UDEAC.

## Historia
Zapoczątkowany został w 1984 roku przez UDEAC (fr. UDEAC - Union Douaniére et Économique des États de l'Afrique Centrale). W turnieju uczestniczyły reprezentacje Konga (Brazzaville), Czadu, Gwinei Równikowej, Kamerunu, Gabonu i Republiki Środkowoafrykańskiej.
Rozgrywki trwały do 1990 roku. Pierwszy turniej wygrała reprezentacja Kamerunu, a ostatni reprezentacja Konga.
Po ponad dziesięciu latach, te same kraje, postanowili odnowić turniej pod inną nazwą Puchar CEMAC.

## Finały
| 1984 Szczegóły | Kongo                        | Kamerun | 2 - 2 (5 – 4) karne | Kongo   | Gabon   | 2 - 2               | Republika Środkowoafrykańska |
| 1985 Szczegóły | Gabon                        | Gabon   | 3 - 0               | Kongo   | Kamerun | 2 - 1               | Czad                         |
| 1986 Szczegóły | Gwinea Równikowa             | Kamerun | 4 - 1               | Czad    | Gabon   |                     | Kongo                        |
| 1987 Szczegóły | Czad                         | Kamerun | 1 - 0               | Czad    | Gabon   | 0 - 0 (4 - 3) karne | Gwinea Równikowa             |
| 1988 Szczegóły | Kamerun                      | Gabon   | 1 - 0               | Kamerun | Kongo   | 3 - 0               | Republika Środkowoafrykańska |
| 1989 Szczegóły | Republika Środkowoafrykańska | Kamerun | format ligowy       | Gabon   | Kongo   | format ligowy       | Czad                         |
| 1990 Szczegóły | Kongo                        | Kongo   | 2 - 1               | Kamerun | Czad    | 2 - 1               | Gabon                        |

## Statystyki
| Lp. | Drużyna | Mistrz | Wicemistrz | Lata triumfów          |
| --- | ------- | ------ | ---------- | ---------------------- |
| 1.  | Kamerun | 4      | 2          | 1984, 1986, 1987, 1989 |
| 2.  | Gabon   | 2      | 1          | 1985*, 1988            |
| 3.  | Kongo   | 1      | 2          | 1990*                  |
| 4.  | Czad    | 0      | 2          |                        |

* = jako gospodarz